# Santibáñez de Vidriales
Santibáñez de Vidriales es un municipio y localidad española de la provincia de Zamora, en la comunidad autónoma de Castilla y León.

## Toponimia
El topónimo alude al santo patrón de la iglesia parroquial. Se trata de una forma popular de [Ecclēsĭa] Sancti Iohannis, con –b- epentética o de rotura de hiato, forma en todo equivalente a la que ha producido los apellidos Peribáñez o el topónimo Valdeiváñez en Topas (Salamanca). López Santos y otros autores han realizado revisiones de esta serie toponímica, originada por el nombre del santo en forma genitiva. Correas recoge en 1627 un refrán que atestigua la pervivencia popular de esta evolución: «Santivaña si te diere no te ensaña»; y añade a modo de glosa: «el día de San Xuan se dan kon un manoxo de xunzia en burla». Es decir, en el día de San Juan, no tomes a mal esta broma. Con otros formantes, se registra la misma evolución del genitivo Iohannis. Es el caso, en León, del pueblo Villibañe (villa Iohannis).

## Geografía y naturaleza
En el término municipal se encuentran las localidades de: Bercianos de Vidriales, Moratones, Pozuelo de Vidriales, Rosinos de Vidriales, San Pedro de la Viña, Santibáñez de Vidriales, Tardemézar y Villaobispo. Santibáñez es un pueblo con numerosa fauna y flora. Los árboles más comunes son la encina, el castaño y matorrales como el tomillo, la jara y el brezo. Entre su fauna se encuentran ciervos, jabalíes, conejos y diversas aves.

## Historia

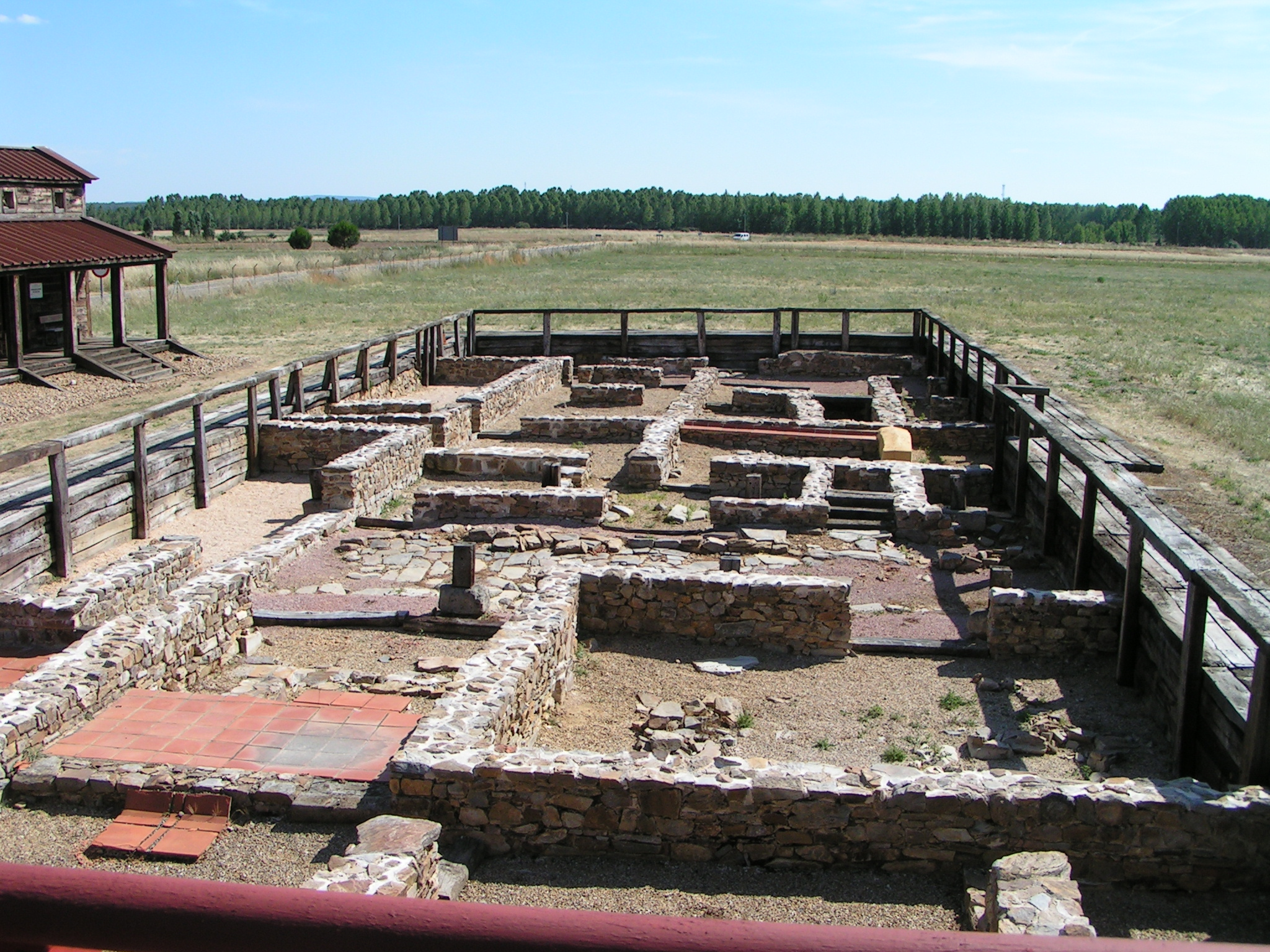
Ruinas del campamento romano de Petavonium

En su término municipal, junto a la pedanía de Rosinos de Vidriales, se encuentran las ruinas del campamento romano de Petavonium, que muestran la existencia de poblamiento humano en el municipio de Santibáñez desde época romana. En este lugar se asentó a finales del siglo I a. C. la Legio X Gemina, al tratarse al valle de Vidriales de un lugar estratégico desde donde controlar las guerras contra astures y cántabros.
Más tarde, en la Edad Media, el territorio en el que se asienta Santibáñez de Vidriales quedó integrado en el Reino de León, cuyos monarcas habrían emprendido la fundación del pueblo.
Posteriormente, en la Edad Moderna, Santibáñez fue una de las localidades que se integraron en la provincia de las Tierras del conde de Benavente y dentro de esta en la Merindad de Vidriales y la receptoría de Benavente.
No obstante, al reestructurarse las provincias y crearse las actuales en 1833, Santibáñez de Vidriales pasó a formar parte de la provincia de Zamora, dentro de la Región Leonesa, quedando integrada en 1834 en el partido judicial de Benavente.

## Geografía humana

### Demografía
Cuenta con una población de 844 habitantes (INE 2024).
| Gráfica de evolución demográfica de Santibáñez de Vidriales entre 1842 y 2021 |
| |
| Población de derecho según los censos de población del INE Población de hecho según los censos de población del INEEntre el censo de 1970 y el anterior, crece el término del municipio porque incorpora a 49502 (Bercianos de Vidriales), 49522 (Pozuelo de Vidriales), 49528 (San Pedro de la Viña) y 49530 (Tardemézar) Entre el censo de 1981 y el anterior, crece el término del municipio porque incorpora a 49182 (Rosinos de Vidriales) |

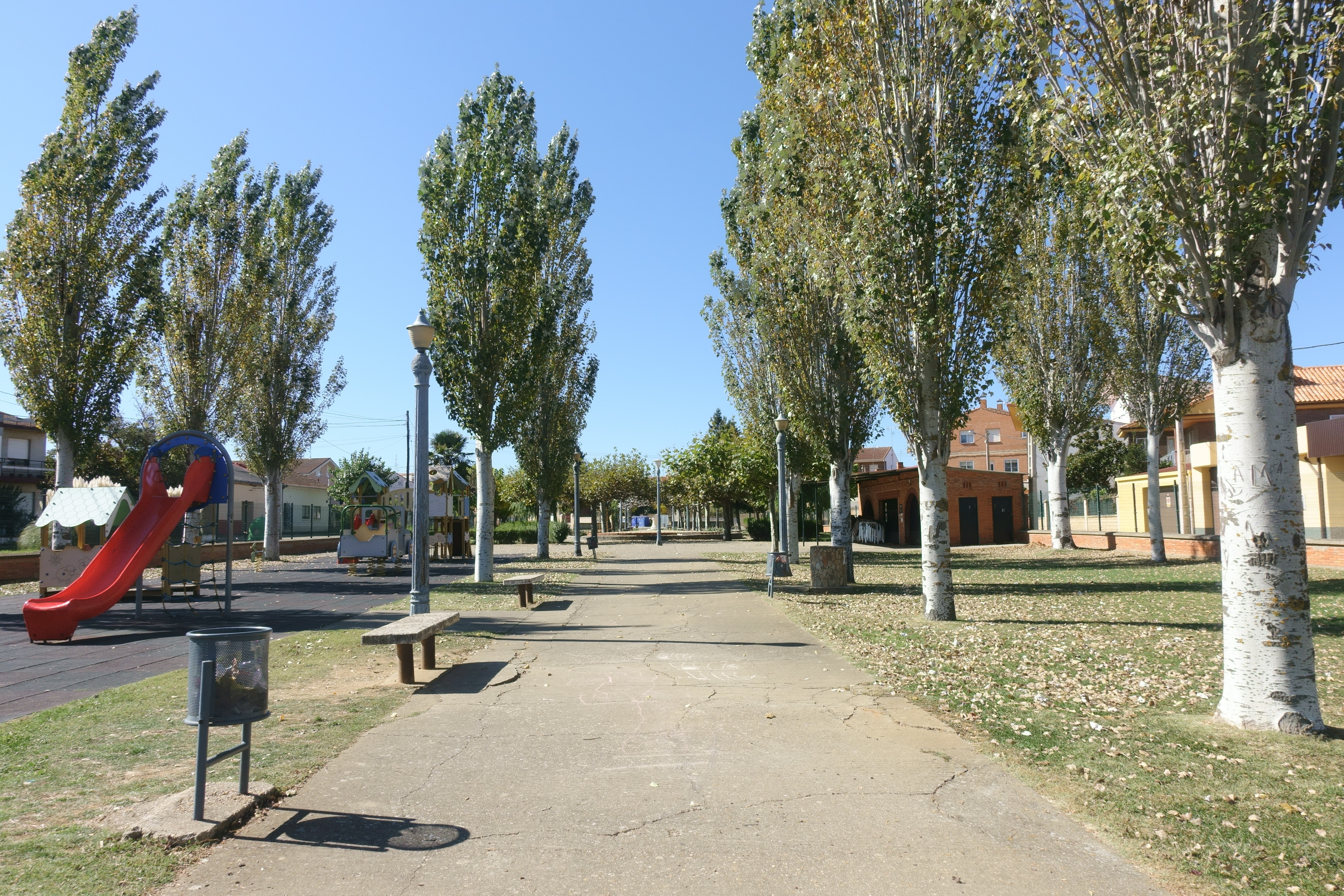
Parque

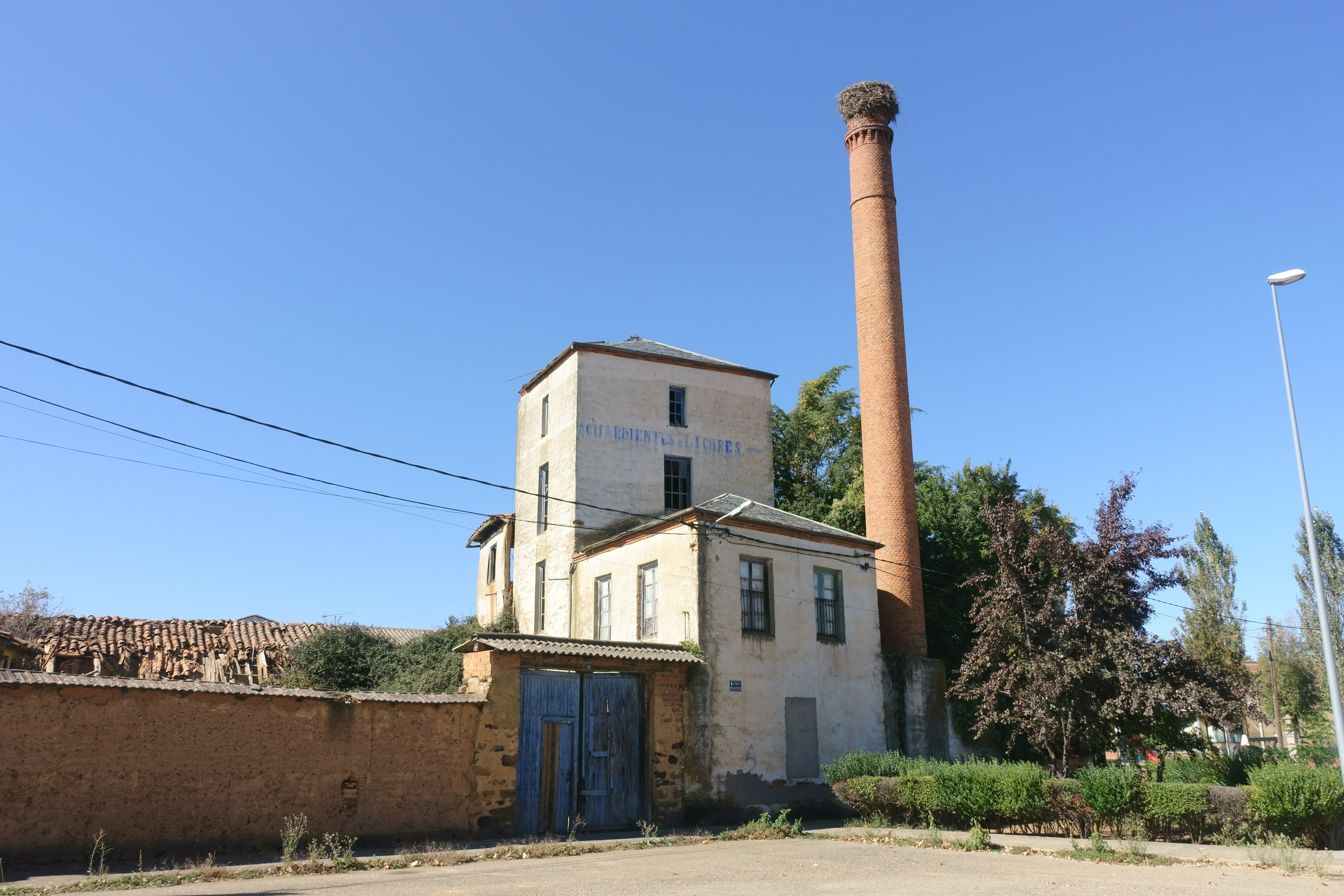
Antigua alcoholera

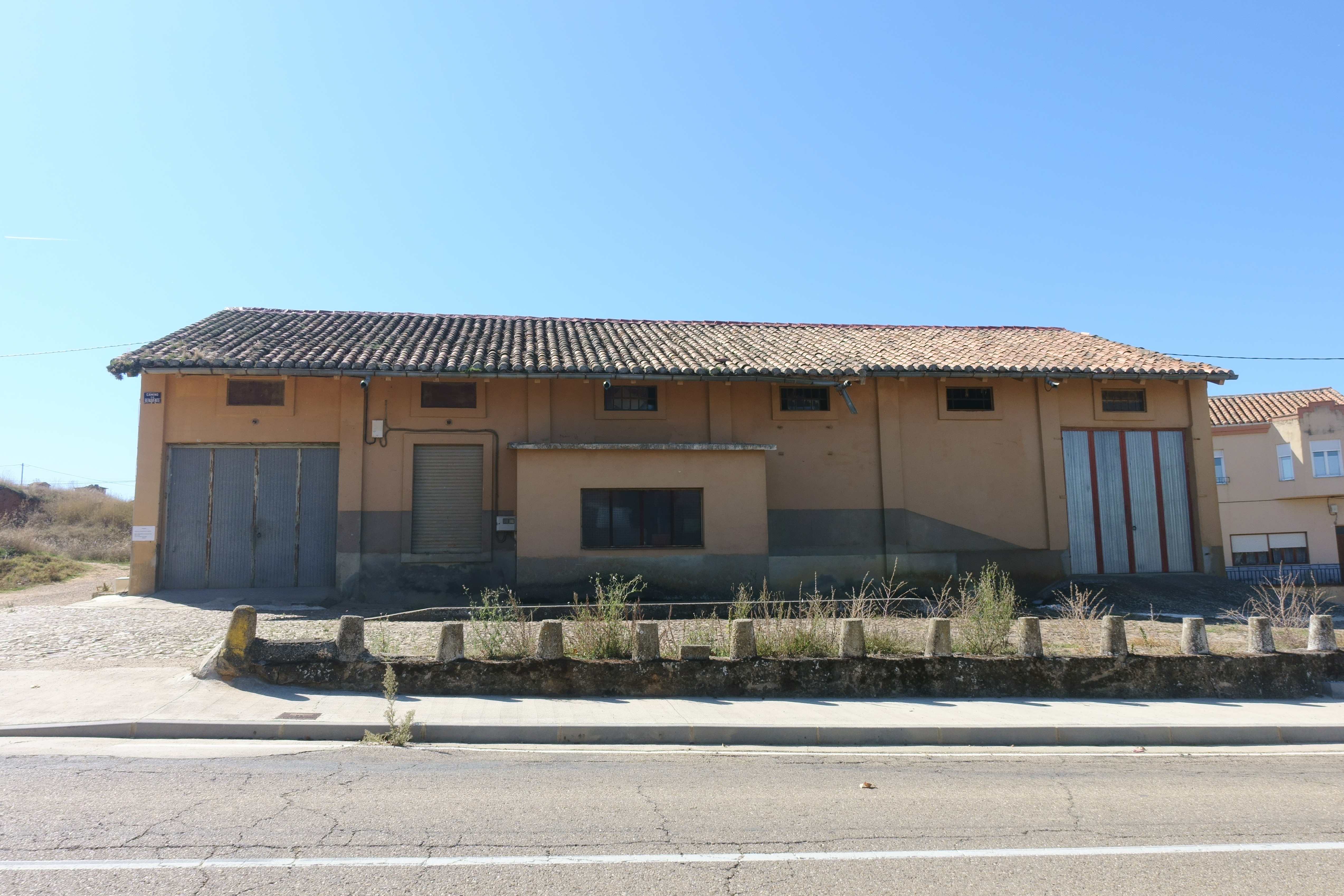
Antiguo granero

El municipio contaba con una población de 998 habitantes a 1 de enero de 2017 (INE), repartida del siguiente modo:
- Bercianos de Vidriales, 36 habitantes.
- Moratones, 53 habitantes.
- Pozuelo de Vidriales, 77 habitantes.
- Rosinos de Vidriales, 31 habitantes.
- San Pedro de la Viña, 187 habitantes.
- Santibáñez de Vidriales, 526 habitantes.
- Tardemézar, 66 habitantes.
- Villaobispo, 22 habitantes.

## Servicios

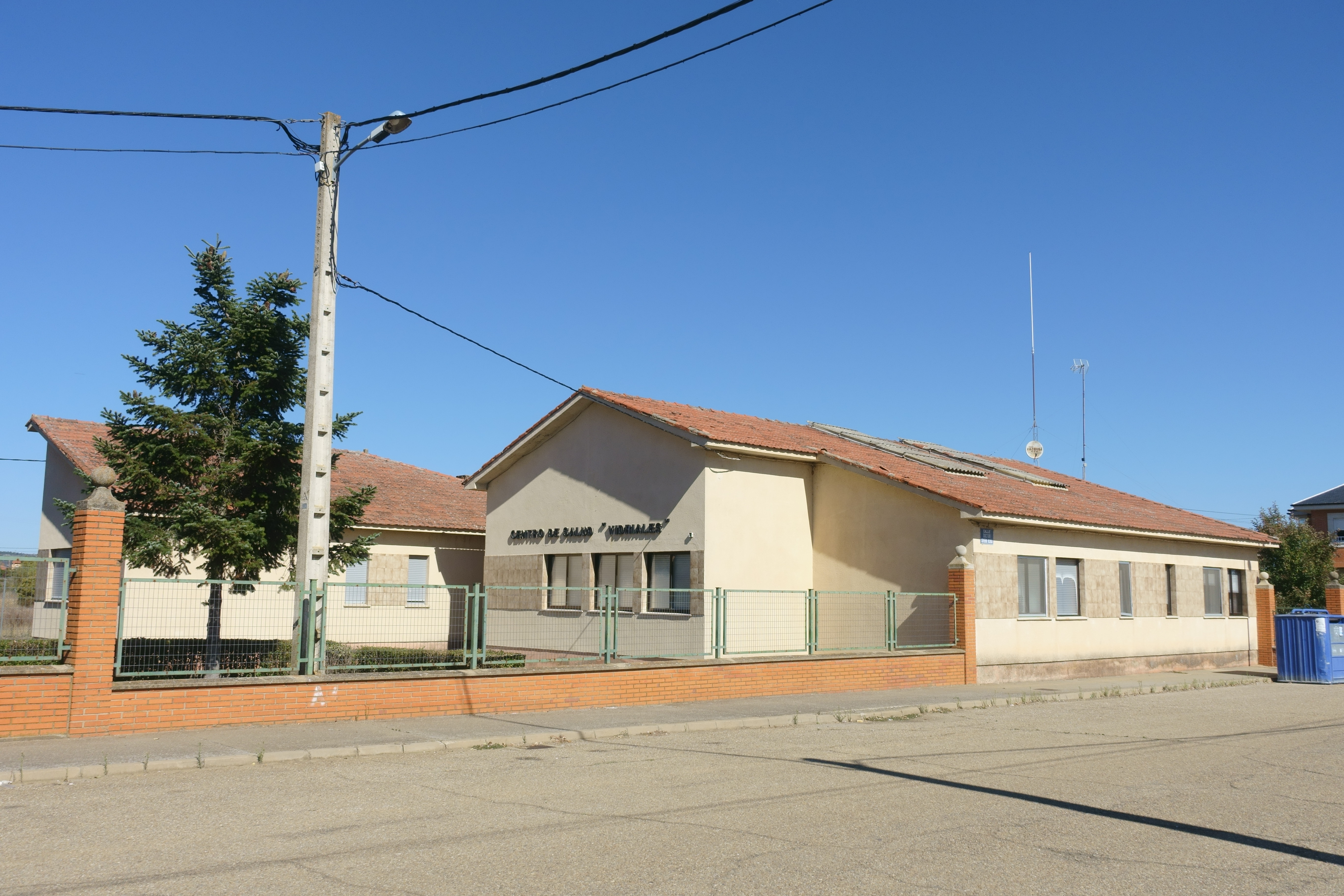
Centro de salud

Es un pueblo al que acuden muchas personas de los pueblos de alrededor a hacer sus compras, tiene entre otros servicios bancos, farmacia, restaurantes, bares, discotecas y piscina. Asimismo también cuenta con aula de cultura, biblioteca, asociaciones deportivas, y un aula de interpretación de los campamentos romanos de Petavonium, con un pequeño museo.
En dependencias del Ayuntamiento se encuentra localizado uno de los 11 Organismos Oficiales pertenecientes al Servicio Territorial de Agricultura y Ganadería de la provincia de Zamora: La Unidad de Desarrollo Agrario que acoge también a la Unidad Veterinaria, que ofrecen servicios oficiales a los agricultores y ganaderos pertenecientes a los municipios de la zona que son los siguientes: - Ayóo de Vidriales. - Brime de Sog. - Calzadilla de Tera. - Camarzana de Tera. - Cubo de Benavente. - Fuente Encalada. - Granucillo de Vidriales. - Melgar de Tera. - Molezuelas de la Carballeda. - San Pedro de Ceque. - Santa Croya de Tera - Santibáñez de Tera. - Santibáñez de Vidriales. - Uña de Quintana. - Vega de Tera. - Villageriz de Vidriales.

## Cultura

### Patrimonio

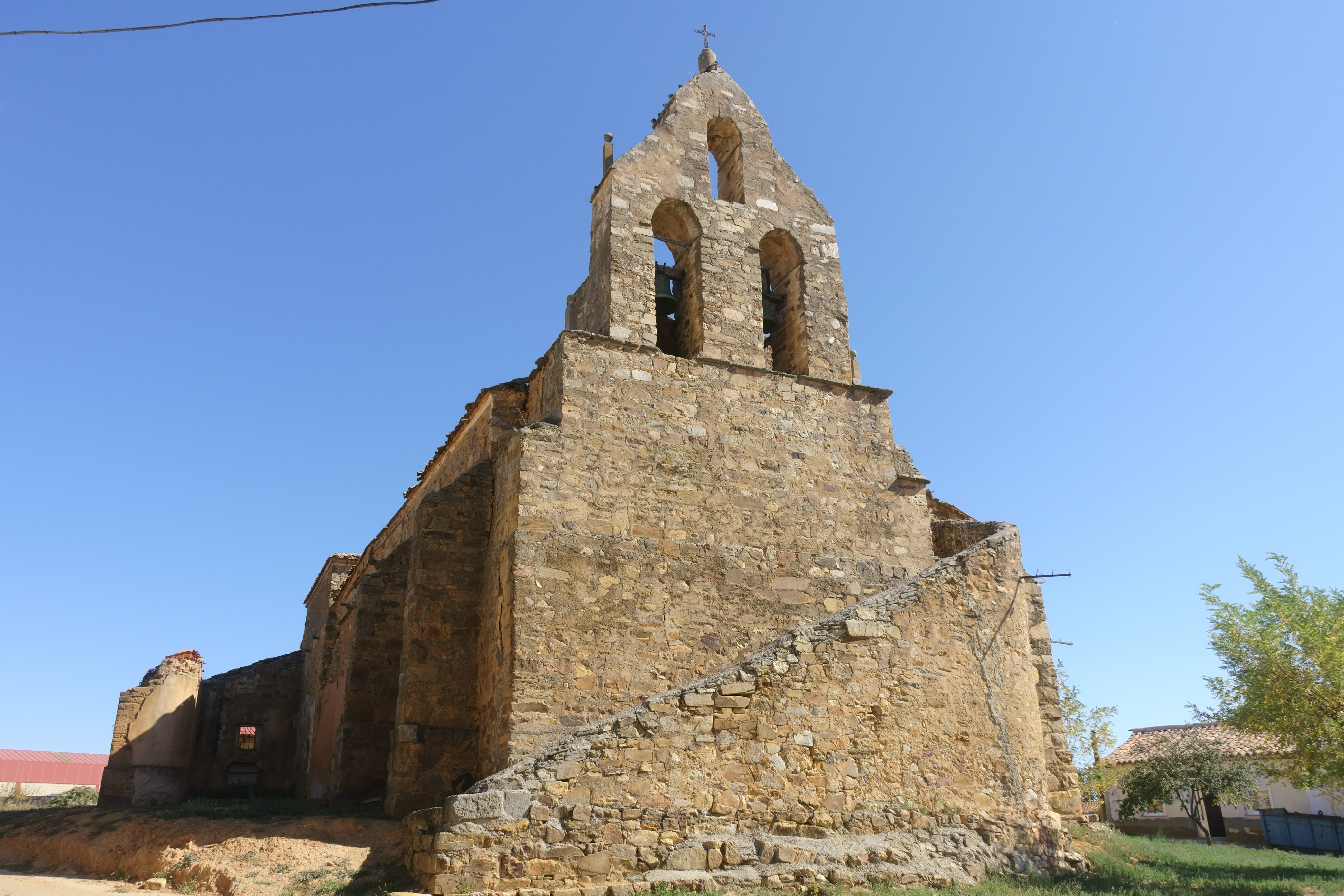
Antigua iglesia

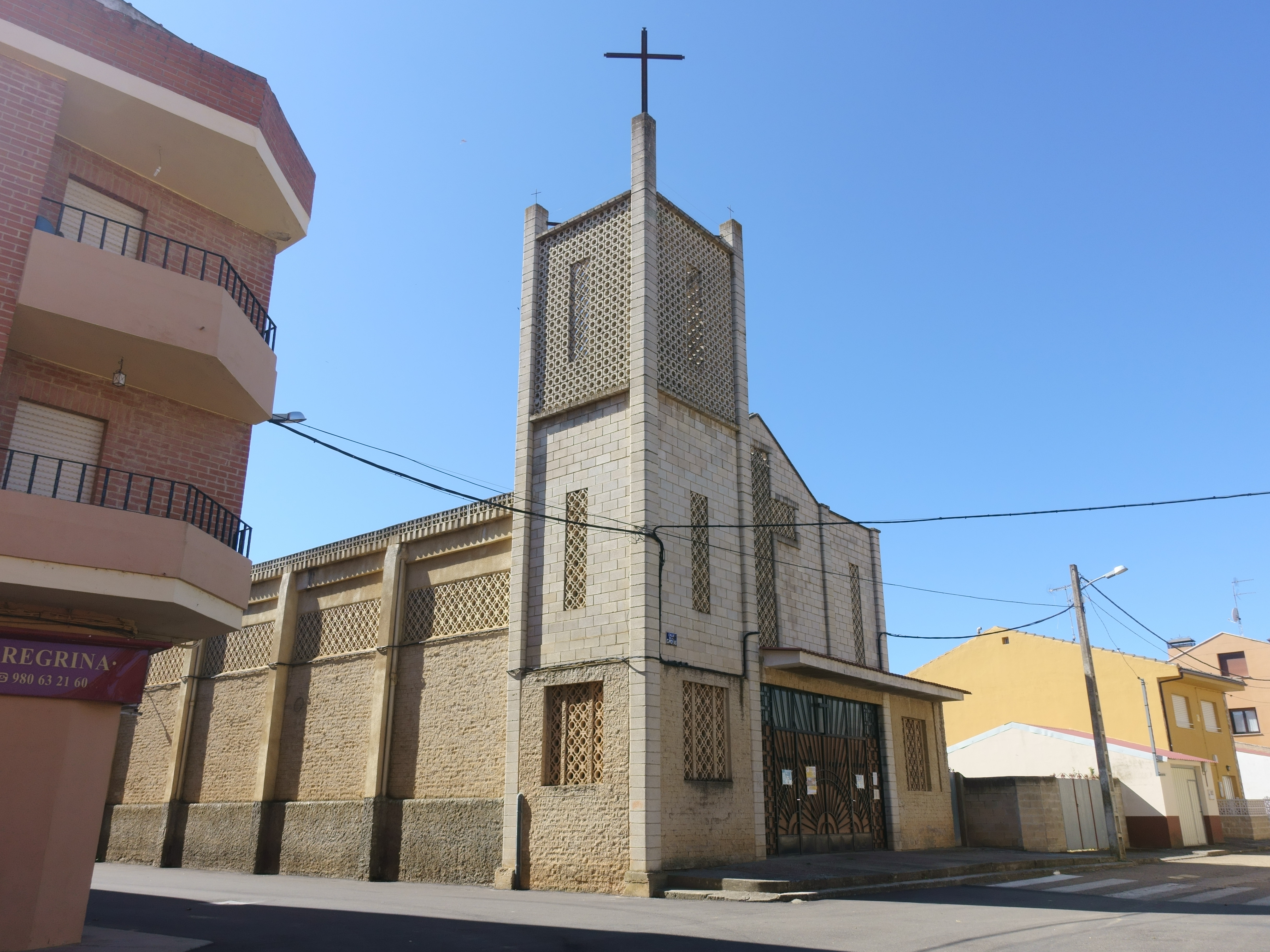
Iglesia de San Juan Bautista

Al lado del edificio del Ayuntamiento se encuentra el centro de interpretación de los Campamentos Romanos, que permite acercarse a la vida de un campamento como el de Petavonium, recreando a través de material didáctico y numerosos objetos el mundo de las legiones romanas. Al lado se visita también un pequeño museo monográfico en el que se exponen estelas funerarias y cerámicas de la época halladas en el lugar.
Asimismo, hay que destacar la existencia de dos iglesias en la localidad. Por un lado, la iglesia vieja, que fue abandonada en la década de 1970, una vez construida la iglesia nueva de dicha localidad, la cual fue consagrada en 1973, sustituyendo para su uso parroquial a la antigua iglesia.

### Fiestas
Las fiestas patronales son las de San Juan Bautista, el 24 de junio, aunque las fiestas suele durar varios días. El 24 de junio se celebra una misa en honor al santo y por la tarde se celebran juegos y manualidades. Por la noche hay una orquesta hasta altas horas de la madrugada en la que es típico hacer una hoguera que se suele saltar. Entre otras actividades se suele cortar chopos y llevarlos a la puerta de la iglesia y por la noche se suele colocar una rama de cerezo a la persona de agrado.
También los días 2, 3, 4 y 5 de septiembre se celebran las fiestas siendo el día principal el 4 de este mismo mes, con la celebración de la feria artesanal de productos de la tierra, ese día en el parque del pueblo es típico comprar pulpo y consumirlo ahí mismo. Por la tarde, hay diversas actividades, como bailes regionales, y un concurso de autos-locos.
Históricamente era un pueblo muy comercial, antiguamente había mercado todos los miércoles. Actualmente ha desaparecido, pero conserva esa tradición y todos los años en las ferias y fiestas de septiembre, alrededor de los días 2, 3, 4 (día grande) y 5, se celebran la feria de productos de la tierra y de artesanía, amenizado con la degustación del típico pulpo y atracciones varias como bailes regionales, concursos de autos locos y grandes verbenas entre muchas otras actividades.
En el mes de julio se celebra una concentración de coches Tuneo y una carrera ciclista femeninas (Memorial Manuel Riesco).